# سروایور سریز
سروایور سریز (به انگلیسی: Survivor Series) که از سال ۲۰۲۲ به عنوان سروایور سریز: وارگیمز نامیده می‌شود، یک رویداد کشتی حرفه‌ای است که هر سال از ۱۹۸۷ توسط دبلیودبلیوئی تولید می‌شود. این رویداد در ماه نوامبر به‌طور کلی در هفته عید شکرگزاری برگزار می‌شود و دومین پی پر ویو قدیمی تاریخ کمپانی دبلیودبلیوئی پس از رسلمانیا است.